# Forchtenberg
Forchtenberg è una città tedesca di 5 074 abitanti, situata nel land del Baden-Württemberg.
Il suo territorio è bagnato dalle acque del fiume Kocher.